# Eliminativismo
O eliminativismo  é uma teoria filosófica que combina o princípio da inexistência de entidades e propriedades que supostamente são referidas por determinado vocabulário, com o princípio de que este vocabulário ou discurso deve ser eliminado.
Há muitos exemplos de teorias eliminativistas na história da filosofia. Vários pensadores negaram a existência do tempo, da matéria, do espírito e assim por diante, sustentando que uma teoria adequada não pode fazer uso destes conceitos. Contudo, o termo entrou em circulação recentemente e é usado principalmente na filosofia da mente, para designar a concepção de que os conceitos mentais não têm lugar numa teoria adequada, e que a nossa perspectiva de senso comum sobre a mente está fundamentalmente errada, por fazer uso desses conceitos.
Desde que Descartes, nas suas Meditações, tratou corpo e alma como duas substâncias distintas, as relações entre mente e corpo constituem um dos problemas centrais da filosofia moderna. Tais substâncias estariam ligadas no homem. Porém, de que maneira duas substâncias essencialmente diferentes poderiam estabelecer qualquer tipo de ligação entre si? Para solucionar esse problema, que se convencionou chamar de "problema da interação mente-corpo", os filósofos contemporâneos apresentaram algumas alternativas ao dualismo cartesiano, dentre as quais a tese da identidade mente-cérebro e a tese do eliminativismo.
O eliminativismo tem sido frequentemente associado à tese materialista segundo a qual só podemos explicar a mente nos termos das neurociências, das ciências cognitivas e outras ciências empíricas. Atualmente, essas duas teses estão a ser combinadas numa única tese denominada materialismo eliminativista (ou materialismo eliminativo). Não se deve, entretanto confundir o eliminativismo com o reducionismo.